# Periclimenes dardanicola
Periclimenes dardanicola is een garnalensoort uit de familie van de Palaemonidae. De wetenschappelijke naam van de soort is voor het eerst geldig gepubliceerd in 2006 door Bruce & Okuno.